# L'Espoli de Crist

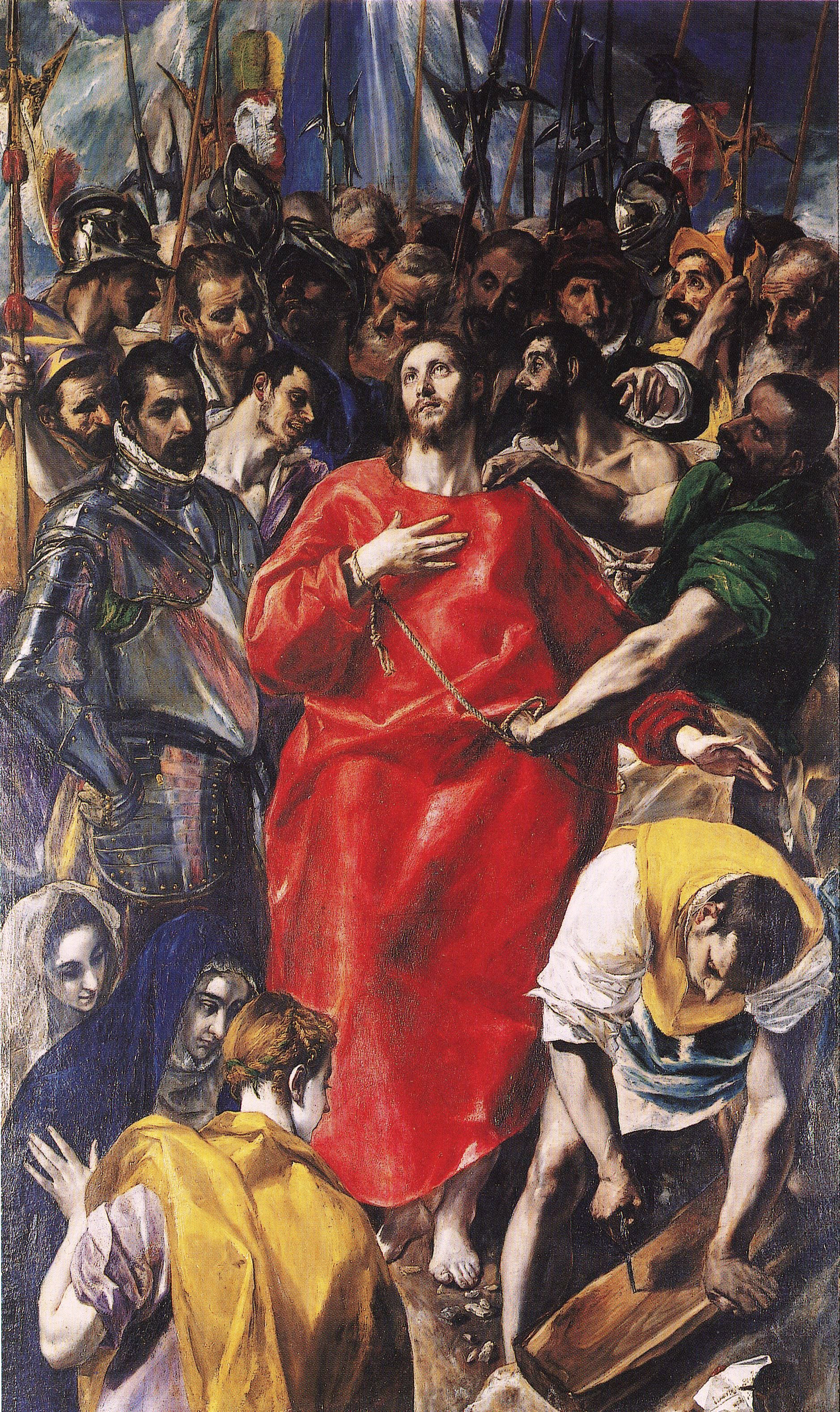
L'espoli, Oli sobre llenç d'El Greco a la Catedral de Toledo

L'Espoli, o El despullament de les vestidures de Crist al Calvari, és un episodi implícit en les narracions de la Passió de Jesús, referit a un moment immediatament abans de la Crucifixió.

## Introducció
Jesús de Natzaret va ser jutjat i condemnat a mort, i durant aquest procés degué tenir lloc el fet de l'Espoli, el Despullament de les seves vestidures. Hom pot constatar-ho en fonts existents, romanes, jueves i cristianes. Les referències procedents de fonts cristianes (principalment dels Evangelis) són les més antigues i utilitzades, però van ser fetes sense tenir accés als arxius oficials.
Els Evangelis no aporten dades fiables i necessàries, perquè no van ser escrits per tal de guiar els historiadors, sinó amb un propòsit religiós. A més, els Evangelistes es basaven en tradicions prèvies (orals o escrites) que no eren una relació històrica del que realment va succeir, sinó que mostraven la interpretació de la Passió de Jesús per part de certs cercles cristians primitius. En el curs de la transmissió oral, hom va traslladar elements que havien format part de la història del judici, fora del seu marc original, i hom els va assignar un context nou.
Per tant, no ens ha d'estranyar una diversitat tan notòria en els relats dels quatre Evangelis canònics, en la descripció dels fets que implícitament es refereixen a l'Espoli.

## Temàtica d'aquest episodi
Els quatre Evangelis canònics no coincideixen totalment a l'hora de descriure la Passió de Jesús. Les vestidures de les quals Crist va ésser espoliat al Gólgota, van seguir aquest procés:
- En primer lloc, Jesús va ser desposseït de les vestidures que portava originàriament. A Lluc 23:11 es descriu com Herodes Antipes li va manar posar el que hom coneix de vegades com a "Mantell d'Herodes". Llavors va retornar Jesús a Ponç Pilat.

"Finalment, Herodes, amb la seva tropa, el menyspreà i, per escarnir-lo, li va posar un vestit llampant i el tornà a enviar a Pilat" ［Lc 23:11］
- En segon lloc, sembla que Jesús va conservar el mantell d'Herodes, però Ponç Pilat va manar que el vestissin de vermell, no sabem si amb un mantell o amb un vestit, ja que els Evangelis no coincideixen:

"Els soldats li van posar al cap una corona d'espines que havien trenat i el cobriren amb un mantell de porpra" ［Jn 19:2］
"Llavors el vestiren de porpra, li cenyiren al cap una corona d'espines que havien trenat" ［Marc 15:17］
- Aleshores, just abans de la Crucifixió, Jesús va ser espoliat de les dues vestimentes, la que li va posar Herodes i la que li va posar Ponç Pilat, segons narra l'Evangeli segons Joan:

"Els soldats, quan hagueren crucificat Jesús, van agafar el seu mantell i en feren quatre parts, una per a cada soldat, i també prengueren la túnica." És de suposar que les dues vestimentes havien estat espoliades prèviament, abans de la Crucifixió.

## L'espoli, o El despullament de les vestidures de Crist al Calvari
El procés de l'espoli de les vestimentes de Crist al peu de la Creu, està implícit, però no està descrit de manera clara i explicita als Evangelis canònics:

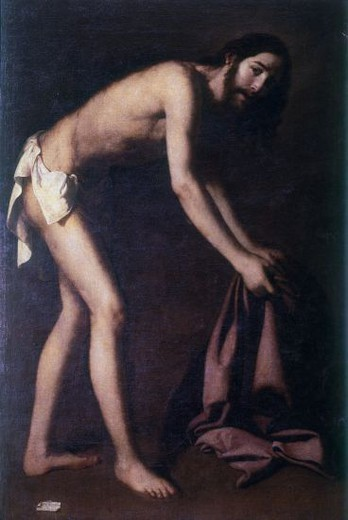
Crist recollint els seus vestits. Obra de Francisco de Zurbarán

- Crist recollint els seus vestits. Obra de Francisco de Zurbarán"Acabada la burla, li tragueren la capa, li posaren els seus vestits i se l'endugueren per crucificar-lo" ［Mateu 27:31］
- "Acabada la burla, li tragueren la porpra, li posaren els seus vestits i se l'endugueren fora per crucificar-lo"［Marc 15:20］
- "Després es repartiren els seus vestits i se'ls jugaren als daus". ［Lluc 23:34］. Òbviament, el repartiment dels vestits va ser després de la Crucifixió, però el despullament fa ser fet abans d'aquesta.

L'Espoli està, en canvi, explicitat a un text apòcrif anomenat, l'Evangeli de Nicodem, també conegut com a Actes de Pilat i El Descens de Crist als inferns, on llegim:
- "Y Jesús salió del Pretorio y los dos ladrones con él. Y cuando llegó al lugar que se llama Gólgota, los soldados lo desnudaron de sus vestiduras y le ciñeron un lienzo,..."[3]

Aquest curt text és molt important, perquè ens informa del despullament de les vestidures de Crist, i del fet que li posaren un perizoni o "drap de la puresa" per tal de cobrir les seves zones íntimes, fet importantíssim en la iconografia cristiana, perquè és així com gairebé sempre és representat Jesús a la Creu.
A fi de no trencar la túnica, els soldats se la jugaren a sorts, de forma que així es va complir una profecia veterotestamentària:"
"S'han repartit entre ells els meus vestits; s'han jugat als daus la meva roba" ［Joan 19:24］

## La Santa Túnica
Habitualment, hom identifica la "Santa túnica" amb la vestimenta que va posar Ponç Pilat a Jesús, malgrat que a Jn 19,2 se'ns parla de "mantell". Les vestimentes dels reus crucificats tradicionalment eren donades com a recompensa als soldats que assistien a les crucifixions.
Iconogràficament, la Santa Túnica és habitualment representada de color vermell, fort tal com esmenten l'Evangeli segons Joan i l'Evangeli segons Marc.
Tot i que existeixen diversos exemplars que aspiren a ser la Santa Túnica, l'Església Catòlica Romana, tendeix a considerar-la més aviat com un símbol. En aquest sentit, hom la pot considerar una al·legoria de la unitat de l'Església, degut al seu caràcter de peça teixida o inconsútil (sense costures). Cebrià de Cartago va escriure a De unitate ecclesiae que el fet d'estar teixida de dalt a baix significava que «la unitat que porta Crist procedeix de dalt, del Pare celestial i, per tant, no pot ser trencada per qui la rep, ans cal que sigui acollida en la seva integritat».
El fet que la vestimenta de Jesús estigués formada per unes peces exteriors que van ser repartides, i per una túnica interior que no va poder ser-ho, pot representar que l'Església té un «element humà i visible» així com una «unitat profunda que s'identifica amb l'Esperit Sant».

## Tractament a la Història de l'Art
La temàtica de l'Espoli de les Vestidures de Crist, tenint en compte l'escassetat de dades proporcionades pels Evangelis, ha estat tractada de forma molt escadussera en la Història de l'art. Tanmateix, ha donat lloc a una obra cabdal, una de les obres mestres d'El Greco, i de tota la Història de la pintura. Es tracta de L'Espoli (Catedral de Toledo). També existeixen importants obres d'episodis relacionats amb l'Espoli, com el magnífic "Crist recollint els seus vestits", de Francisco de Zurbarán, 